# あおやぎ
株式会社あおやぎ（かぶしきかいしゃあおやぎ）は、接骨院業務・スポーツトレーナー業務・スポーツジム業務・サウナ業務を行っているトータルヘルスケアの会社である。
宮城県を中心に接骨院を7店舗。スポーツジムを4店舗展開し、幅広い年代の身体のケアを行い痛まない身体を作ることをモットーに接骨院業務を行い、スポーツジム業務では個別対応のトレーニングなどを提供し、トレーナー業務ではプロスポーツ選手から部活動の運動部、その他アマチュア選手まで幅広い層へ対応した業務を行っている。またローリュウサウナによる新人代謝の促進、ストレス解消、リフレッシュによる健康促進業務などを行っている。

## 企業理念
「志事を通じて人として成長し必要とされる人になり、子供からスポーツ選手お年寄りまで心と体を元気にして、たくさんの笑顔とありがとうを集め、地域社会に貢献する」

## 接骨院
- 2004年.8月	あおやぎ接骨院 本院 開院
- 2013年.7月	あおやぎ接骨院 駅南院 開院
- 2016年.9月	山形スポーツ接骨院 開院
- 2018年.3月	あおやぎ接骨院　加美院　開院
- 2019年.3月	あおやぎ接骨院　北町院　開院
- 2021年.3月	あおやぎ接骨院 美里 AYGストレッチ整体院 開院
- 2022年.6月	あおやぎ接骨院 岩出山 AYGストレッチ整体院 開院
- 2025年.6月 あおやぎ接骨院 鹿島台 AYZストレッチ整体院

## スポーツジム
- 2014年.7月	フィットネススタジオ　SPORTS+1 開設
- 2016年.9月	山形フィットネススタジオ アクティブルーム開設
- 2019年.10月 フィットネススタジオSPORTS+2 開設
- 2022年.6月 フィットネススタジオSPORTS+3 開設
- 2025年.6月 フィットネススタジオSPORTS＋5開設

## トレーナー活動
- 2002年	女子ラグビー日本代表　帯同
- 2010年	全日本トライアスロン　帯同
- 2011年	全国高校野球選手権大会（古川工業高等学校）帯同
- 2012年	箱根駅伝　帯同
- 2013年 スキークロス日本代表瀧澤博臣選手(バンクーバーオリンピック代表)専属トレーナー・フランスW杯スキークロス日本選手団　帯同
- 2015年 夏・冬国体　宮城県ボルダリングチーム専属トレーナー　帯同
- 2017年	ボルダリング日本代表三浦絵里菜選手　専属トレーナー　W杯帯同
- 2019年	スケルトン日本代表髙橋　弘篤選手　専属トレーナー
- 2019年	ラグビーW杯２０１９日本大会サモア代表　コンディショニングケア担当